# Tetragoneura hirsuticauda
Tetragoneura hirsuticauda är en tvåvingeart som beskrevs av Loïc Matile 1993. Tetragoneura hirsuticauda ingår i släktet Tetragoneura och familjen svampmyggor.
Artens utbredningsområde är Nya Kaledonien. Inga underarter finns listade i Catalogue of Life.